# Gemcitabine
Gemcitabine, tên thương mại Gemzar, là một hóa chất dùng trong điều trị một số loại ung thư. Bao gồm ung thư vú, ung thư buồng trứng, ung thư phổi không thế bào nhỏ, ung thư tụy, và ung thư bàng quang. Đường dùng truyền tĩnh mạch chậm.

## Chỉ định
Gemcitabine được sử dụng trong nhiều loại ung thư biểu mô. Đây là thuốc điều trị bước một cho ung thư tuyến tụy, và kết hợp với cisplatin cho ung thư bàng quang tiến triển hoặc di căn và ung thư phổi tế bào nhỏ di căn hoặc xâm lấn. Là điều trị bước hai kết hợp với carboplatin cho ung thư buồng trứng và kết hợp với pactiaxel cho ung thư vú di căn hoặc không thể phẫu thuật cắt bỏ.
Nó thường sử dụng chính thức để điều trị ung thư đường mật và cácung thư ường mật.

## Chống chỉ định và tương tác thuốc
Sử dụng gemcitabine cũng có thể ảnh hưởng đến khả năng sinh sản  của nam và phụ nữ, khả năng tình dục, và kinh nguyệt. Phụ nữ dùng gemcitabine không nên mang thai, và có thai, và cho con bú. and other biliary tract cancers.
Đến năm 2014 tương tác thuốc vẫn chưa được nghiên cứu.

## Tác dụng phụ
Gemcitabine là hóa chất hoạt động bằng cách tiêu diệt các tế bào đang phân chia. Các tế bào ung thư phân chia rất nhanh và nên trở thành đích tác dụng gemcitabine, nhưng nhiều tế bào cũng có khả năng phân bào rất nhanh, như các tế bào da, da đầu, niêm mạc dạ dày, và tủy xương, dẫn đến tác dụng phụ.:265
Trên nhãn của gemcitabine mang cảnh báo nó có thể ức chế tủy xương, và gây ra giảm bạch cầu, giảm tiểu cầu, và giảm hồng cầu,nên sử dụng một cách cẩn trọngvới những người rối loạn chức năng gan, thận, hoặc tim mạch, bệnh nhân không nên sử dụng vắc xin sống, có thể gây ra hội chứng bệnh não có thể phục hồi, có thể gây ra hội chứng thoát mao mạch, có thể gây ra bệnh phổi nghiêm trọng như phù phổi, viêm phổi, và hội chứng suy hô hấp người lớn, và có thể gây tổn hại tinh trùng.
Các tác dụng phụ thường gặp (hơn 10% số người phát triển chúng) bao gồm khó thở, giảm ba dòng, nôn và buồn nôn, tăng men transaminase, phát ban và ngứa, rụng tóc,  máu và protein trong nước tiểu, triệu chứng cúm, và phù.